# 馬場壇A遺跡
座標: 北緯38度37分45.1秒 東経140度54分55.6秒 / 北緯38.629194度 東経140.915444度
馬場壇A遺跡（ばばだんAいせき）は、宮城県大崎市古川清水字三丁目（旧古川市）にある、縄文時代・弥生時代・古墳時代にかけての遺跡・埋蔵文化財包蔵地。かつて前期旧石器時代のものとされていた。

## 概要
1975年（昭和50年）に発見され、石器文化談話会と東北歴史資料館によって1984年（昭和59年）から1988年（昭和63年）までに6回にわたって発掘調査が実施された結果、前期旧石器時代から後期旧石器時代にかけて年代にすると約5-20万年前にわたって合計8枚の生活面が明らかにされた。特に約11-13万年前の土層からは大量の石器が発見され、これによって日本における前期旧石器時代が確実なものとされた。
ところが、2000年（平成12年）11月の旧石器捏造事件発覚後の日本考古学協会による再調査により、同遺跡からの石器は捏造と判断された。
その結果、宮城県は同遺跡の旧石器時代遺跡としての登録を取り消し、縄文時代以降の遺跡として取り扱われることになった。